# Eteone brigitteae
Eteone brigitteae är en ringmaskart som beskrevs av Blake 1992. Eteone brigitteae ingår i släktet Eteone och familjen Phyllodocidae. Inga underarter finns listade i Catalogue of Life.